# Секретная служба США
Секретная служба Соединённых Штатов (англ. United States Secret Service, USSS) — федеральное агентство, спецслужба Соединённых Штатов Америки, состоящая в структуре Министерства внутренней безопасности США, основными задачами которой являются охрана и обеспечение безопасности президента и вице-президента США, членов их семей и их резиденций, а также борьба с фальшивомонетничеством.

## Сфера деятельности
Основными задачами Секретной службы США являются предотвращение подделки американских денег, долговых обязательств, прочих ценных документов, а также охрана президента, вице-президента, их непосредственных родственников, других высокопоставленных чиновников, бывших президентов и их супруг, кандидатов в президенты и вице-президенты, представителей иностранных государств во время их визитов. Также Секретная служба занимается расследованием различных видов финансовых махинаций, краж личных данных, иных киберпреступлений и помогает расследовать некоторые другие преступления.

## История
Идея создания Секретной службы США была озвучена утром 14 апреля 1865 года, министр финансов Хью Маккалох заявил президенту США Аврааму Линкольну, что из-за разгула фальшивомонетчиков в стране возможен финансовый крах. В качестве основного способа борьбы с ними он предложил создать специальную структуру для изъятия фальшивых денег из оборота и поимки тех, кто эти деньги производит. Президент выслушал министра и распорядился создать такую структуру, которую назвали Секретной службой министерства финансов. Вечером того же дня президент Линкольн был смертельно ранен актёром Джоном Уилксом Бутом в Театре Форда в Вашингтоне.
Но, несмотря на убийство Линкольна, не было создано специальной службы для охраны президентов США. Только после убийства президента Мак-Кинли в 1901 году обеспокоенные произошедшим конгрессмены выступили с предложением к Секретной службе (на тот момент это была единственная федеральная спецслужба) заняться охраной президента США.
Официально защита первых лиц государства стала функцией Секретной службы в 1902 году, когда на защиту президента было выделены 2 специальных агента секретной службы. И уже 3 сентября погиб первый агент, защищающий президента. В 10:15 утра президент Теодор Рузвельт, находясь в двухнедельном туре по Новой Англии, ехал в ландо из делового района Питтсфильда в Питтсфильдский загородный клуб и столкнулся с трамваем. В результате лобового столкновения Рузвельт, губернатор Массачусетса Уинтроп Крейн, помощник президента Брюс Джордж Кортлю и телохранитель Уильям Крэйг были выброшены на проезжую часть. Уильям Крэйг погиб, все остальные остались живы.
Ещё одна гибель специального агента (Лесли Коффелт) секретной службы произошла в результате покушения на президента Гарри Трумэна в 1950 году. Тогда в Белом доме шёл ремонт, и Гарри Трумэн на время переехал в Блэр-хаус, находящийся через дорогу от Белого дома. Видимо, посчитав, что Блэр-Хаус атаковать проще, два пуэрто-риканских националиста Оскар Кольясо и Гризелио Торресола открыли огонь по сотрудникам полиции Белого дома (White House Police Force) (так тогда называлось подразделение, отвечавшее за безопасность президента, сейчас оно называется Secret Service Uniformed Division). Смертельно раненый из 9-мм «Люгера» в грудную клетку и живот, охранник Лесли Коффелт открыл ответный огонь и убил одиночным выстрелом в голову Гризелио Торресола. Кольясо был ранен и схвачен, после чего был осуждён на 29 лет и вернулся в Пуэрто-Рико после того, как вышел на свободу в 1979 году.
С самого начала своего существования (официально — 5 июля 1865 года) и до начала 1930-х годов секретная служба являлась едва ли не единственной федеральной спецслужбой. И поэтому, как только возникали какие-либо проблемы на территории США или за её пределами — обращались именно к Секретной службе США. Множество современных служб образовалось при непосредственном участии Секретной службы. Например в 1908 году Теодор Рузвельт распорядился передать нескольких специальных агентов в распоряжение министерства юстиции, и эта группа агентов впоследствии получила название «Федеральное бюро расследований» (Federal Bureau of Investigation — FBI — ФБР). В 1915 году президент Вудро Вильсон поручил секретной службе заниматься расследованием всех случаев шпионажа в США, а в 1940-х годах она помогала создать Управление стратегических служб, прообраз центрального разведывательного управления (Central Intelligence Agency — CIA — ЦРУ).
Также не без прямого участия Секретной службы США были созданы и спецслужбы по контролю за продажей алкоголя, табачных изделий, огнестрельным оружием и взрывчатыми веществами (Bureau of Alcohol, Tobacco, Firearms, and Explosives — BATF или просто ATF) и Управление по борьбе с распространением наркотиков (Drug Enforcement Administration — DEA). Подобных примеров использования кадров Секретной службы множество, один из последних — это перевод директора Секретной службы Ральфа Беша в бюро таможенной службы и пограничной охраны министерства внутренней безопасности США (U.S. Customs and Border Protection — CBP).

## Деятельность

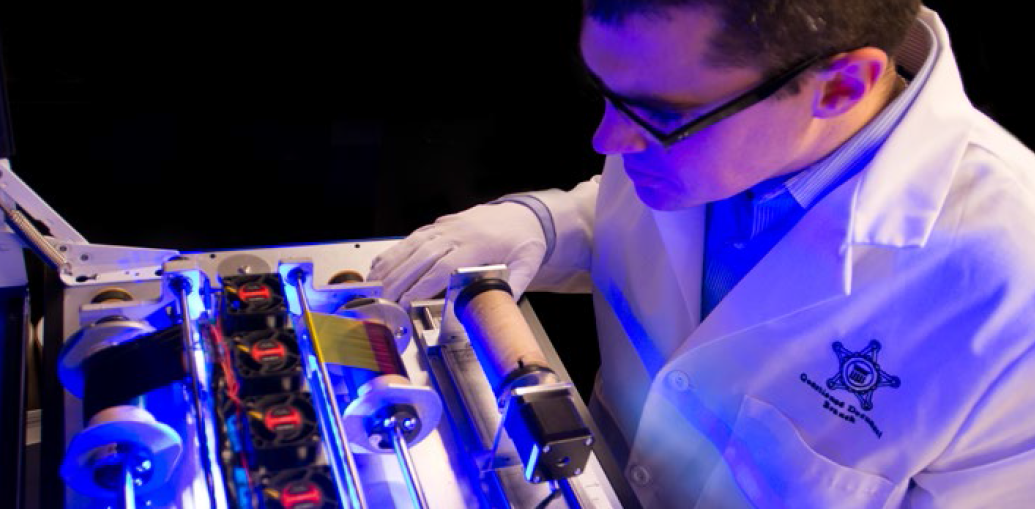
Сотрудник Секретной службы США изучает поддельные документы

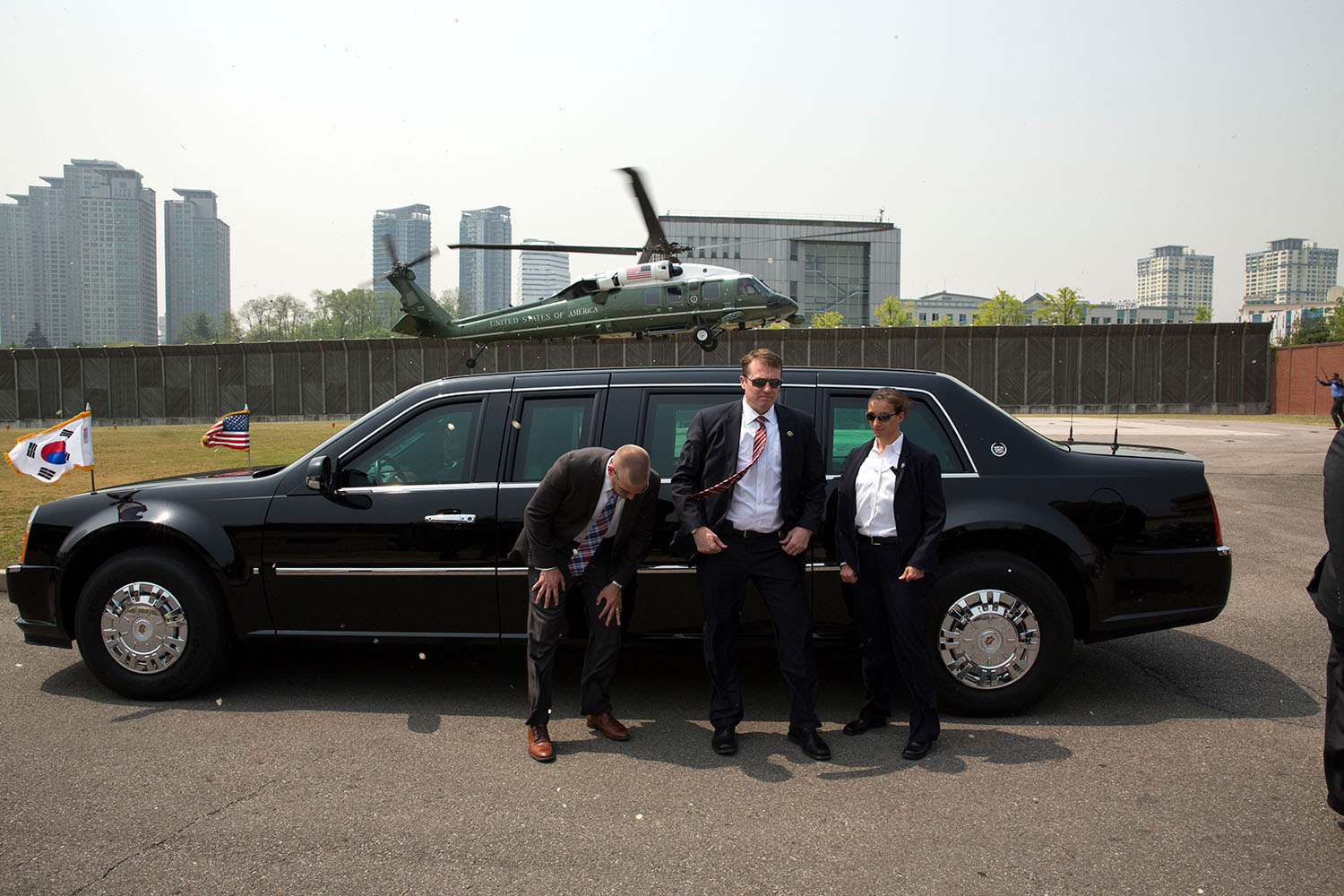
Телохранители из Секретной службы США в Южной Корее во время визита туда президента США Барака Обамы в 2014 году

В Секретной службе США работает примерно 5000 человек: 2100 специальных агентов, 1200 полицейских и 1700 технических и административных работников. Специальные агенты служат телохранителями официальных лиц или расследуют финансовые преступления.
В законе 91-217, принятом в 1970 году, сказано, что Секретная служба обеспечивает охрану:
- комплекса Белого дома, главного здания казначейства и других зданий, в которых размещаются службы президента США или его резиденции;
- резиденции вице-президента США в Вашингтоне;
- президента и членов его семьи;
- вице-президента и членов его семьи;
- иностранных дипломатических представительств в Вашингтоне и в других городах;
- кандидатов в президенты и вице-президенты США от Республиканской и Демократической партий на время предвыборной кампании.

Подразделение полиции Секретной службы было сформировано в 1922 году под названием полиции Белого дома (White House Police Force); в 1930 году оно было подчинено главе Секретной службы, в 1971 году переименовано в Службу защиты исполнительной власти (Executive Protective Service), а в 1979 году — в Униформенное подразделение Секретной службы (United States Secret Service Uniformed Division). В задачи подразделения полиции входит физическая охрана территории Белого дома и иностранных дипломатических миссий в Вашингтоне. Сотрудники подразделения несут службу в полицейской форме; в этом они похожи на полицию Капитолия (United States Capitol Police), охраняющую порядок в центральной части Вашингтона.
В 1968 году, после убийства кандидата в президенты Роберта Кеннеди, конгресс санкционировал защиту кандидатам в президенты и вице-президенты от Республиканской и Демократической партий (закон 90-331). Конгресс также санкционировал защиту вдовы президента (пожизненную либо до замужества) и их детям, пока они не достигнут 16 лет.
В 1994 году конгресс принял законопроект, в соответствии с которым все президенты, которые будут избраны после 1 января 1997 года, охраняются секретной службой в течение 10 лет после их президентствования. Президенты, ставшие таковыми до 1 января, получают пожизненную охрану (Закон о бюджетных ассигнованиях 1995 года: Закон 103—329). В 2013 году вступили в силу изменения законодательства, восстанавливающие право на пожизненную охрану бывших президентов.
Служба также расследует фальсификации государственных документов, подделку денежных эквивалентов (например дорожных чеков), компьютерные мошенничества (обманные схемы, просьбы благотворительности) и подделку кредитных карт.
Секретная служба также занимается охраной правопорядка в Интернете и следит за соблюдением компьютерного законодательства. Они создали сеть из 15 подразделений по борьбе с киберпреступностью (Electronic Crimes Task Forces — ECTF) по всей территории США. Эти подразделения создают взаимодействие между службами, правоохранительными органами (федерального уровня, уровня штата, локальными), частным сектором, академическим сообществом и выявляют и предотвращают киберпреступления.
В 1998 году президентским указом 62, подписанным Биллом Клинтоном, Секретная служба США называется федеральным агентством, ответственным за безопасность во время национальных мероприятий (National Special Security Events — NSSE), требующих принятия особых мер безопасности. К таковым относятся инаугурация президента, государственные похороны, съезды политических партий, а также те мероприятия, которым будет придан таковой статус.
Для повышения эффективности работы секретной службы 1 марта 2003 года служба была передана из подчинения министерства финансов США в подчинение министерству внутренней безопасности.

## Структура
Структурно Секретная служба состоит из подразделений штаб-квартиры, а также региональных офисов на территории США и за её пределами.
- Управление главного юрисконсульта
- Управление служб справедливости и поддержки сотрудников
- Управление честности
- Управление руководителя по финансам
- Управление руководителя по информационным технологиям
- Управление кадров
- Управление стратегического планирования и политики
- Управление по межправительственным и законодательным вопросам
- Управление расследований
  - Отдел криминальных расследований
  - Отдел криминалистических служб
  - Отдел международных программ
  - Отдел следственной поддержки
  - Национальный институт компьютерной криминалистики
- Управление профессиональной ответственности
  - Инспекционный отдел
- Управление охранных операций
  - Отдел президентской охраны
  - Отдел вице-президентской охраны
  - Отдел охраны высокопоставленных лиц
  - Отдел специальных операций
  - Отдел специальных служб
  - Униформенный отдел
  - Отделы по охране бывших президентов
- Управление стратегической разведки и информации
  - Отдел противодействия наблюдению
  - Отдел охранной разведки и оценки
- Управление технического развития и поддержки миссий
  - Отдел технической безопасности
- Управление подготовки
  - Центр подготовки имени Джеймса Роули

В 1979 году была создана Контрштурмовая группа Секретной службы США для усиления охраны президента США.

## Поведение и внешний вид
Агенты секретной службы, выполняющие функции телохранителей, одеваются в одежду, подходящую для каждого конкретного случая. В большинстве случаев это консервативный деловой костюм тёмного цвета. Фотографы часто запечатлевают их в солнцезащитных очках и с коммуникационным наушником. У агентов подразделения полиции Белого дома есть несколько стандартных униформ: стандартная униформа охраны Белого дома, полицейская униформа для следователя, рабочая одежда и опознавательный жилет для членов противоснайперского подразделения.
Одной из важных составляющих поведения агентов секретной службы является их «невидимость», то есть они не должны привлекать к себе внимания, ни в коем случае не должны мешать чем-либо охраняемому лицу, но при этом всегда быть наготове и следить за окружающей обстановкой. Многие спецслужбы мира позаимствовали методы работы секретной службы США. Так, например, именно американская секретная служба первой начала ездить на подножках президентских лимузинов или, если позволяет скорость — бежать рядом с ним. Стиль поведения и одежда агентов USSS также очень часто копируется иностранными спецслужбами.

## Помощь секретной службы во время терактов 11 сентября
Сразу после террористической атаки 11 сентября на Всемирный торговый центр Секретная служба США развернула свой полевой офис по адресу 7 World Trade Center. Непосредственно после атаки специальные агенты и другие работники USSS перебазировались в этот полевой офис и первыми начали оказывать первую помощь пострадавшим. 67 специальных агентов офиса помогали локализовать огонь и записывались в полицейские группы для эвакуации людей из башен-близнецов. Во время спасательных операций погиб один специальный агент, капитан секретной службы США Крэйг Миллер.
Во вторник 20 августа 2002 года 67 специальных агентов и множество других работников Секретной службы США, участвовавших в спасении людей, были награждены директором USSS Брайаном Стаффордом за проявленный героизм и мужество, а также, часть была удостоена премии национального совета Комиссии США по защите от терроризма.

## Секретная служба и кинематограф
Образ бесстрашного героя Секретной службы США часто используют в современном кинематографе. Наиболее яркими представителями являются:
- «Кризис» — во время школьной поездки студенты средней школы Ballard, состоящей в основной из детей вашингтонской элиты, куда входит в том числе и сын президента США, попадают в засаду. Маркус Финли, агент секретной службы США, оказывается в центре общенационального кризиса в первый день своей работы.
- «Телохранитель». Главный герой фильма — бывший агент Секретной службы, покинувший её после покушения на президента Рейгана (у него был выходной в этот день).
- «24» — в сценах с участием Президента США регулярно показываются специальные агенты Секретной службы США.
- «Самолёт президента» — боевик. Группа диверсантов, желающих освободить диктатора Казахстана, свергнутого российским спецназом, захватывает и удерживает самолёт с семьёй президента в заложниках. Один из агентов Секретной службы США оказывается предателем и работает на боевиков.
- «И пришёл паук» — детективный роман и фильм.
- «Лексс» — в 4-м сезоне телесериала организация занимается предотвращением угрозы инопланетного вторжения.
- «В погоне за свободой» — 18-летняя дочь президента США в Европе сбегает от тайных правительственных агентов Секретной службы США.
- «Дэйв» — фильм рассказывает о дружеских отношениях между двойником президента, невольно исполняющим его обязанности, и его агентом Секретной службы США.
- «Первая дочь» — фильм, в котором дочь президента устала от того, что за ней всё время следят, и потребовала убрать охрану. Президент решает внедрить агента в круг доверия дочки.
- «Телохранитель Тесс» — фильм о том, как агент Секретной службы охраняет вдову бывшего президента США.
- «На линии огня» — фильм о поединке между агентом Секретной службы, в своё время охранявшим Кеннеди, и профессиональным убийцей, собирающемся убить президента.
- «Переводчица» — когда жизнь переводчицы в ООН в Нью-Йорке оказывается в опасности, к ней прикрепляют охрану из Секретной службы США.
- «Убийство в Белом доме» — в здании Белого дома обнаружена убитая женщина, бывший секретарь. Расследование поручено полицейскому детективу, до этого не связанному с правительственными и секретными службами. Именно с последними он натыкается на стену глухого молчания.
- «Западное крыло» — популярный сериал о западном крыле Белого дома. Сериал показывает множество различных ситуаций с участием Секретной службы США.
- «Дикий, дикий запад» — пародийный вестерн.
- «Побег» — альтернативный образ агента охраны президента.
- «Хранилище 13» — агенты секретной службы США играют главные роли.
- «Охранник».
- «Точка обстрела» — показана работа сотрудников Секретной службы США по охране президента во время его визита в Испанию.
- «Последний бойскаут» — главный герой — бывший телохранитель Секретной службы, некогда защитивший собой президента США от выстрела покушавшегося, впоследствии ушёл со службы из-за личной ссоры с конгрессменом и стал частным детективом.
- «Штурм Белого дома» — боевик.
- «Падение Олимпа» — остросюжетный боевик; главный герой — агент Секретной службы США.
- «Час пик 2».
- «Падение Лондона» — остросюжетный боевик; главный герой — агент Секретной службы США.
- «Падение Ангела» — остросюжетный боевик; главный герой — агент Секретной службы США.
- «Хакеры» — показана работа Секретной службы по борьбе с компьютерными преступлениями в городе Нью-Йорке.